# あ・ぶ・な・いラブソング
『あ・ぶ・な・いラブソング』（あ・ぶ・な・いラブソング）は、佐藤まり子による日本の漫画。講談社「なかよし」で1986年に連載された。

## 書誌情報
佐藤まり子 『あ・ぶ・な・いラブソング』 講談社〈講談社コミックスなかよし〉、全1巻
- 1巻、1986年7月6日発行、ISBN 4-06-178534-6